# Лыза (деревня)
Лыза — деревня в Монастырщинском районе Смоленской области России. Входит в состав Гоголевского сельского поселения. Население — 187 жителей (2007 год). 
Расположена в западной части области в 11 км к юго-востоку от Монастырщины, в 38 км западнее автодороги А141 Орёл — Витебск, на берегу реки Лыза. В 44 км восточнее деревни расположена железнодорожная станция Васьково на линии Смоленск — Рославль.

## История
В годы Великой Отечественной войны деревня была оккупирована гитлеровскими войсками в июле 1941 года, освобождена в сентябре 1943 года.